# Katecheta (miesięcznik)
Katecheta – czasopismo wydawane przez Święty Wojciech Dom Medialny sp. z o.o. w Poznaniu.

## Historia pisma
Pierwszy numer czasopisma ukazał się w październiku 1957 roku. Redaktorem naczelnym był ks. prof. Marian Finke. Kolejnymi redaktorami byli: ks. dr Władysław Koska (X 1986-X 1997 r.), ks. dr Jacek Hadryś (X 1997-X 2000), ks. dr Damian Bryl (X 2000-II 2006 r.), ks. Trojan Marchwiak (2006-2007), ks. dr Artur Filipiak (2007-2015), ks. prof. Radosław Chałupniak (X 2015-XII 2016).
W latach 1957–1989 pismo było dwumiesięcznikiem, 1990-1997 kwartalnikiem, 1998-2015 miesięcznikiem, od 2015 r. ponownie kwartalnikiem. W 2017 zaprzestano jego wydawanie.

## Założenia programowe i specyfika pisma
W ciągu minionych kilkudziesięciu lat na łamach „Katechety” podejmowano zagadnienia dotyczące problematyki katechetyczno-wychowawczej. Zamieszczano artykuły specjalistyczne, praktyczne pomoce dla katechetów, recenzje przydatnych czytelnikom pozycji wydawniczych, pojawiały się też informacje o najważniejszych wydarzeniach w Kościele.
W okresie przełomu wieków zwiększył się udział materiałów praktycznych w treściach proponowanych przez czasopismo, co było spowodowane pojawieniem się nowych programów katechetycznych. W ostatnich latach „Katecheta” stał się pismem dynamicznym, skupiającym zaangażowanych katechetów. Od września 2015 r. ukazuje się jako periodyk tematyczny.